# Барьер Темзы

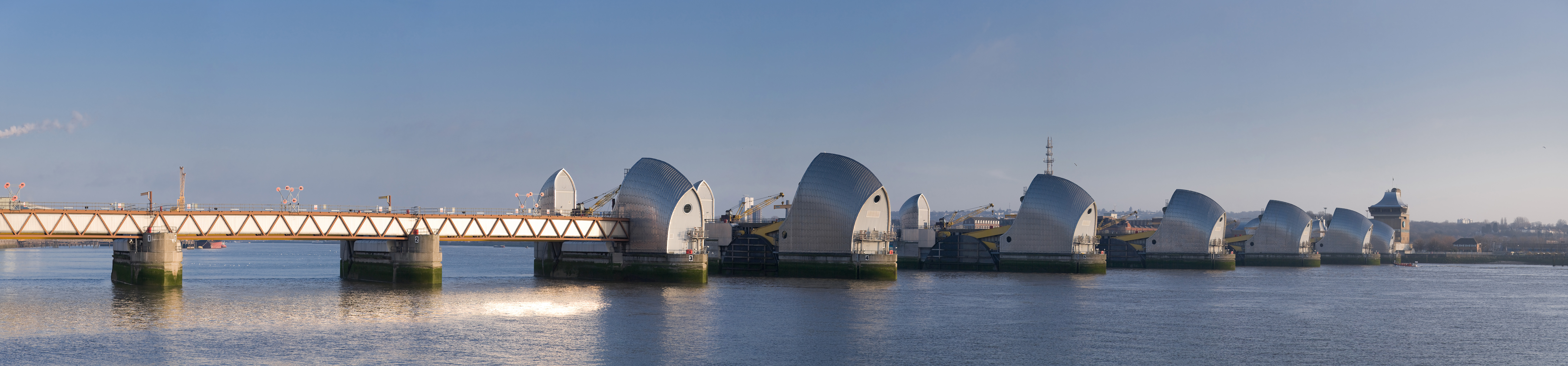
Барьер Темзы

Барьер Темзы (англ. Thames Barrier) — защитное сооружение поперёк реки Темзы в восточном Лондоне, способное перекрывать движение воды вверх по реке для защиты города и его окрестностей от нагонной волны высотою до 7 метров со стороны Северного моря. Барьер введён в эксплуатацию в 1983 году, является частью системы защиты Лондона от наводнений. Срок службы сооружения рассчитан до 2030 года.

## История
Предпосылкой создания барьера послужило катастрофическое наводнение 1953 года. Идея строительства защитных сооружений была высказана в 1966 году. Строительство барьера велось с 1974 по 1982 годы, работы координировал Совет Большого Лондона. Торжественное открытие с участием королевы Елизаветы II состоялось 8 мая 1984 года. Стоимость реализации проекта составила 1,4 млрд фунтов стерлингов в ценах 2007 года, 75 % из которых финансировались правительством Великобритании и 25 % — органами местного самоуправления. Обслуживание барьера ежегодно обходится казне в 8 млн фунтов (без учёта капитального ремонта).

## Устройство

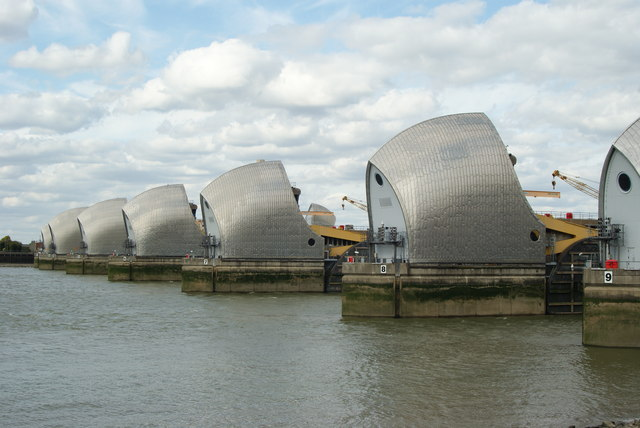
Опоры

Длина барьера составляет около 520 метров. Состоит из 9 бетонных сооружений и 10 разводных стальных ворот, в том числе четырёх больших ворот (весом 3,7 тысячи тонн каждые, высотой 20 метров и шириной в свету 61,5 метра) и двух малых ворот (шириной 31 метр).
В состоянии покоя ворота находятся на дне реки, не препятствуя судоходству. В рабочем положении ворота поворачиваются на 90°, образуя сплошную стену. Время закрытия ворот по отдельности составляет 10—15 минут, всего барьера — 1,5 часа.
Надводная часть опор имеет аэродинамические формы для снижения ветровой нагрузки при прохождении судов. Глубина Темзы у барьера составляет в среднем около 7 метров во время отлива и 15 метров во время прилива. С 1983 по октябрь 2011 года барьер во время приливов был задействован 119 раз. Чаще всего барьер закрывается в сезон наводнений — с сентября по апрель.